# Geraldine Peroni
Geraldine Peroni (Manhattan, 5 luglio 1953 – New York, 3 agosto 2004) è stata una montatrice statunitense, nota principalmente per il suo sodalizio artistico col regista Robert Altman nell'ultimo periodo della sua carriera. Nel 1993 è stata candidata al premio Oscar per il montaggio del film di Altman I protagonisti.

## Biografia
Nata a Manhattan, Peroni è cresciuta a Rockaway Beach, nel distretto newyorkese del Queens. Da giovane ha svolto una serie di lavori per mantenersi, tra cui quello di cameriera, assistente in una casa delle donne, impiegata alle poste e, nel 1977, è stata tra le prime donne che hanno potuto accedere all'esame per diventare vigile del fuoco di New York. Mentre lavorava come tassista per l'Ann Service Corp, un suo collega, un aspirante sceneggiatore, le ha suggerito di iscriversi all'Hunter College, dove studiava cinema.
Dopo la laurea, ha cominciato a lavorare come assistente al montaggio di diversi film negli anni ottanta, tra cui Matewan, L'ultima tentazione di Cristo e Non giocate con il cactus. Il regista di quest'ultimo film, Robert Altman, l'ha richiamata a lavorare con sé, stavolta come montatrice, durante la post-produzione di Vincent & Theo (1990), trovandosi in difficoltà col montatore del film, il francese Françoise Coispeau, a causa della barriera linguistica. Da lì in poi, Peroni è stata la montatrice di tutti i film del regista, fatta eccezione per La fortuna di Cookie (1999) e Gosford Park (2001). Altman la considerava "una parte essenziale" della lavorazione dei suoi film, dichiarando in un'occasione: «sono arrivato a un punto in cui potrei star girando una scena e un uccellino mi salterebbe all'orecchio per dirmi: "A Gerri questo non piacerà"».
I frutti più apprezzati di questo sodalizio sono stati il film corale America oggi (1993) e la satira sull'industria cinematografica I protagonisti (1992), per la quale Peroni è stata candidata all'Oscar al miglior montaggio, il BAFTA al miglior montaggio e un premio dell'American Cinema Editors. Il critico e cineasta Anthony B. Sloman ha definito il suo montaggio de I protagonisti:
Così come Thelma Schoonmaker, a cui aveva fatto da assistente diverse volte all'inizio della propria carriera, con l'avvento del digitale Peroni ha effettuato la transizione al montaggio video digitale, in particolare sperimentando con il girato di più macchine da presa e videocamere diverse nell'ultimo film di Altman da lei montato, The Company (2003).
Peroni è stata ritrovata morta nella sua abitazione a New York nell'agosto 2004, a 51 anni, apparentemente suicida, nonostante la sua famiglia abbia espresso dei dubbi al riguardo. Si trovava nel mezzo del montaggio del film I segreti di Brokeback Mountain, che è stato quindi completato da Dylan Tichenor, suo ex-assistente in molti altri film. L'episodio La rete della serie televisiva The Wire, di cui era stata una dei montatori, andato in onda tre mesi dopo la sua morte, è stato dedicato alla sua memoria, così come I segreti di Brokeback Mountain l'anno seguente, per il cui montaggio ha ricevuto una seconda candidatura, postuma, ai premi BAFTA.

## Filmografia

### Cinema
- Ferro & seta (Iron & Silk), regia di Shirley Sun (1990)
- Vincent & Theo, regia di Robert Altman (1990)
- Johnny Suede, regia di Tom DiCillo (1991)
- Walking the Dog, regia di Bonnie Palef - cortometraggio (1991)
- I protagonisti (The Player), regia di Robert Altman (1992)
- Thank God I'm a Lesbian, regia di Laurie Colbert e Dominique Cardona - documentario (1992)
- America oggi (Short Cuts), regia di Robert Altman (1993)
- Thick Lips Thin Lips, regia di Paul Lee - cortometraggio (1994)
- Prêt-à-Porter, regia di Robert Altman (1994)
- Kansas City, regia di Robert Altman (1996)
- Michael, regia di Nora Ephron (1996)
- Conflitto d'interessi (The Gingerbread Man), regia di Robert Altman (1998)
- Il prezzo della libertà (Cradle Will Rock), regia di Tim Robbins (1999)
- Jesus' Son, regia di Alison Maclean (1999)
- Il dottor T e le donne (Dr. T & the Women), regia di Robert Altman (2000)
- The Girl, regia di Sande Zeig (2000)
- La sicurezza degli oggetti (The Safety of Objects), regia di Rose Troche (2001)
- The Company, regia di Robert Altman (2003)
- I segreti di Brokeback Mountain (Brokeback Mountain), regia di Ang Lee (2005) - postumo

### Televisione
- The Wire – serie TV, 7 episodi (2002-2003)
- The Buried Secret of M. Night Shyamalan – film TV, regia di Nathaniel Kahn (2004)

## Riconoscimenti
- Premio Oscar
  - 1993 - Candidatura al miglior montaggio per I protagonisti
- Premio BAFTA
  - 1993 - Candidatura al miglior montaggio per I protagonisti
  - 2006 - Candidatura al miglior montaggio per I segreti di Brokeback Mountain
- American Cinema Editors
  - 1993 - Candidatura al miglior montaggio di un lungometraggio per I protagonisti
  - 2006 - Candidatura al miglior montaggio di un lungometraggio drammatico per I segreti di Brokeback Mountain
- Satellite Award
  - 2005 - Miglior montaggio per I segreti di Brokeback Mountain